# First Canadian Place
Le First Canadian Place, ou First Bank Tower, est un gratte-ciel situé à Toronto, au Canada, construit en 1975. Il a été dessiné par Bregman + Hamann Architects et Edward Durell Stone, et construit par la défunte firme canadienne Olympia and York. 
La First Canadian Place est presque identique à l'Aon Center à Chicago, dans sa conception et son aménagement.

## Description
Avec 355 mètres de haut (antenne incluse), c'est la plus haute tour habitable du Canada, et la onzième d'Amérique du Nord. En 1975, il occupait le huitième rang des gratte-ciels pour la hauteur au niveau mondial, et le premier hors de New York et de Chicago. C'était aussi le plus haut édifice dans le Commonwealth britannique jusqu'à l'achèvement en 1998 des tours jumelles Petronas à Kuala Lumpur en Malaisie. Enfin, puisqu'il était prévu abriter la Banque de Montréal, c'était alors le plus haut édifice bancaire au monde.
La First Canadian Place est situé à l'intersection des rues King et Bay à Toronto.
La firme d'architectes qui ont conçu l'édifice est Bregman + Hamann Architects et le consultant en design était Edward Durrell Stone. On utilisa 600 tonnes de marbre blanc italien à chaque étage de l'édifice, mais ce marbre ne vieillissait pas bien. Après la chute en 2007 d'une tranche de marbre qui pesait 140 kg, on a décidé de remplacer toute la surface du bâtiment. La nouvelle surface, installée de sur toute la hauteur de la tour en 2010 et 2011, est constituée d'une fritte blanche de céramique et verre. 
Chaque jour 10 000 personnes travaillent dans la First Canadian Place et 16 millions de visiteurs s'y rendent chaque année.
Le nom originel de la tour était First Bank Building, qui remplaçait le Old Toronto Star Building construit au même endroit ainsi que l'ancien siège social de la banque.
La tour abrite des bureaux de la Banque de Montréal, la plus ancienne banque du Canada. Sur le toit du bâtiment se trouvent de nombreuses antennes de radio et de télévision.

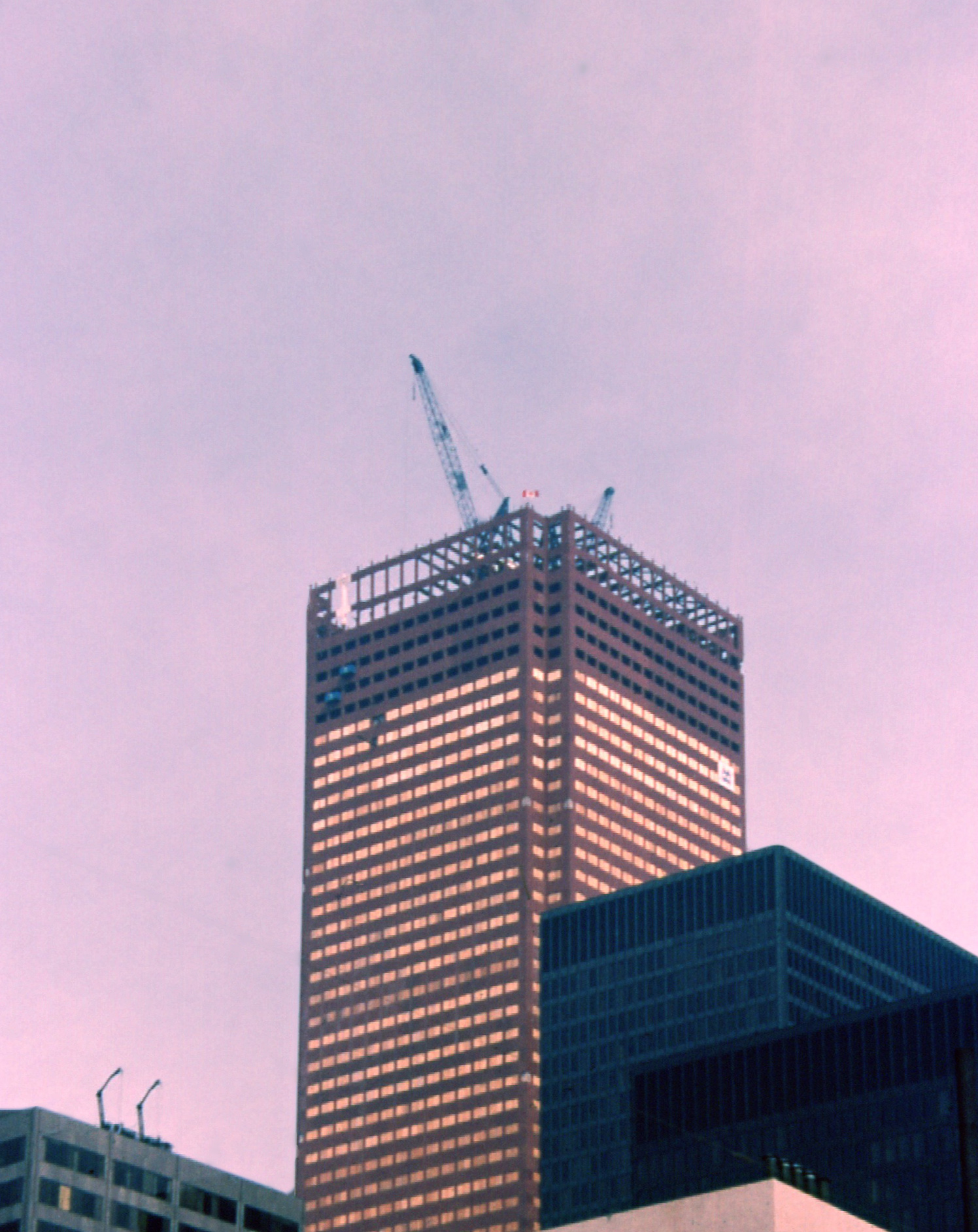
Construction (1975)
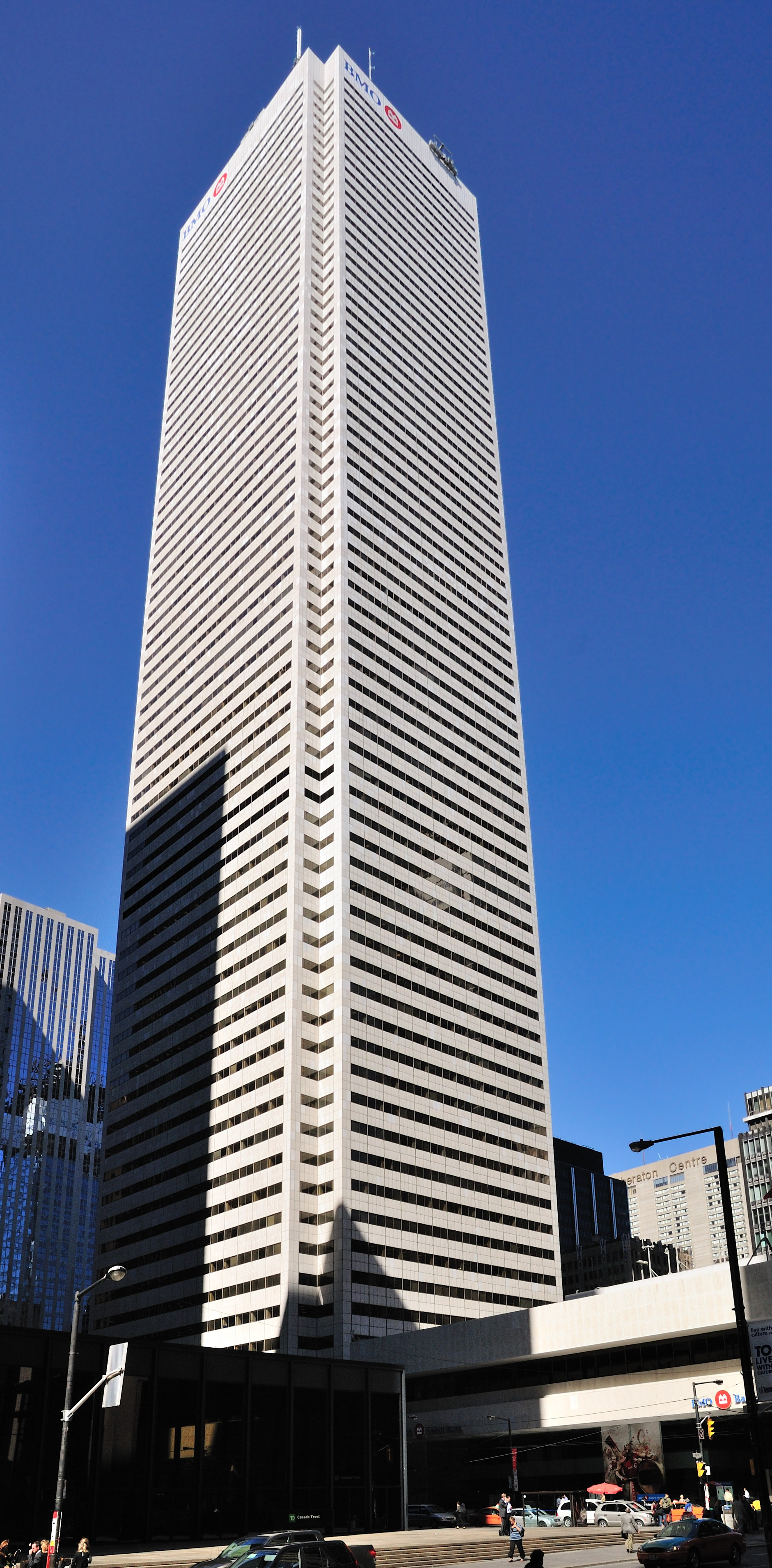
La tour achevée, avec son parement original en marbre
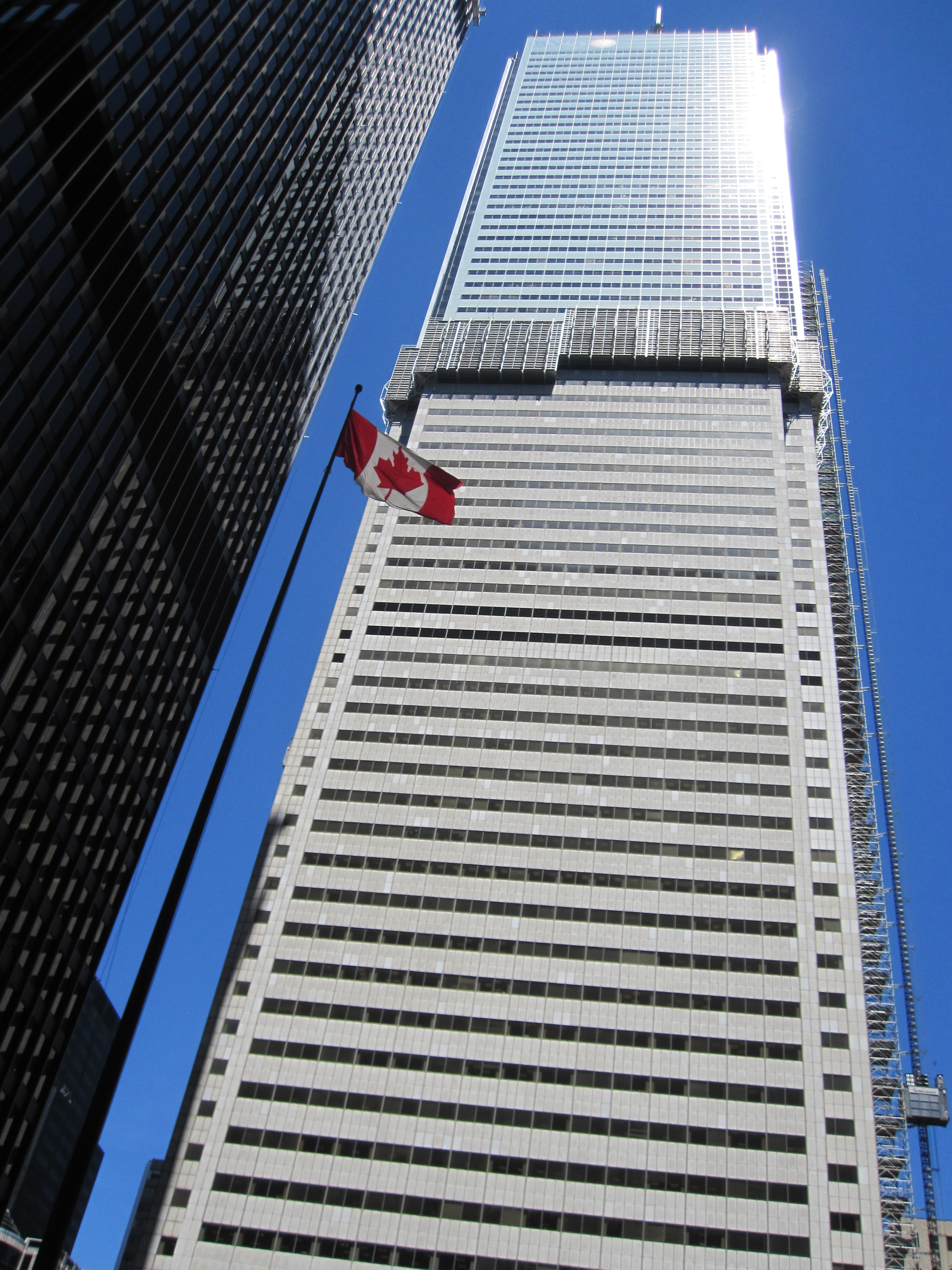
Changement du parement (2011)
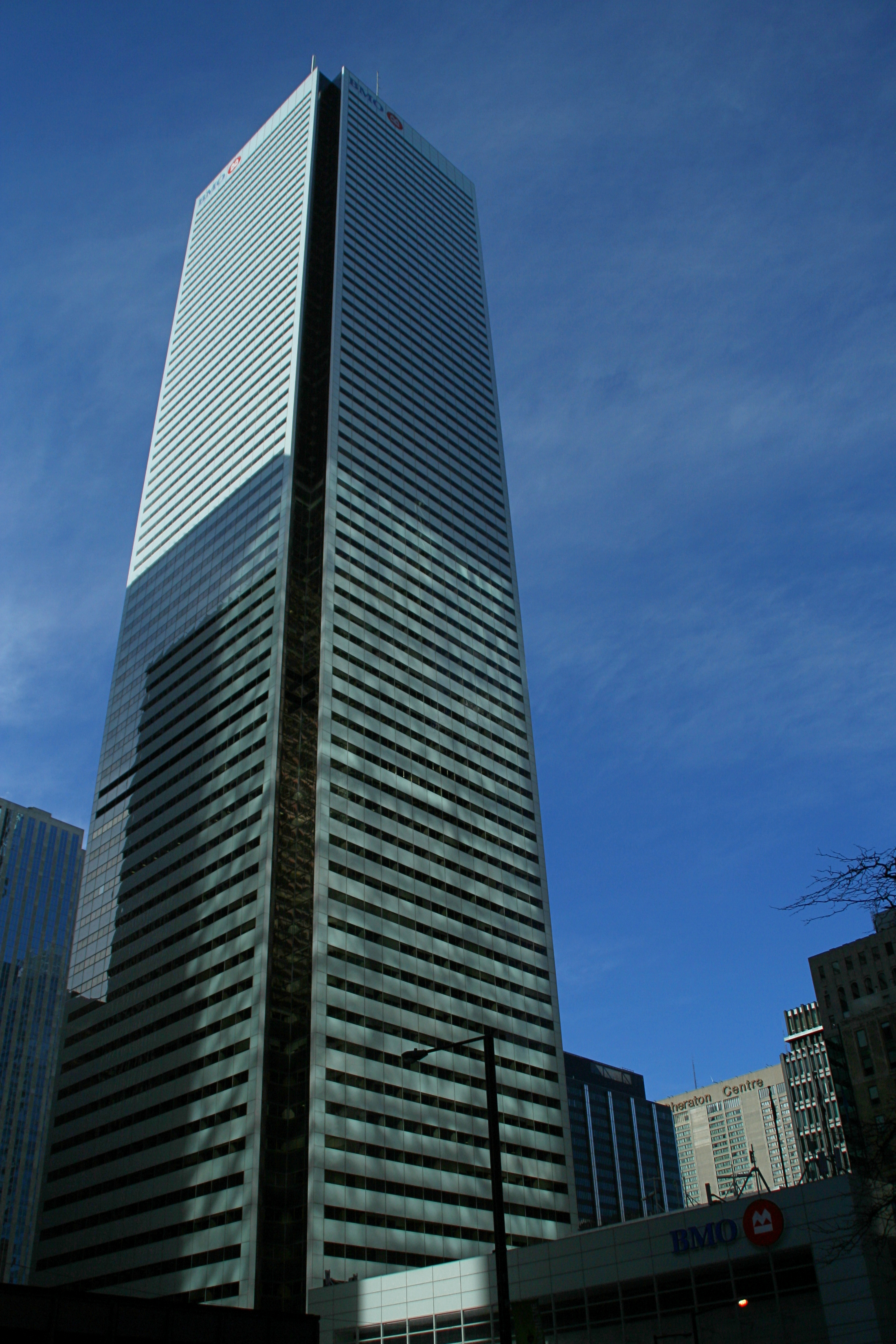
La tour en 2014